# Biemühle
Die Biemühle ist eine historische Wassermühle im Ortsteil Weichersbach der Gemeinde Sinntal im Main-Kinzig-Kreis im deutschen Bundesland Hessen.

## Geschichte
Örtliche Chroniken erwähnen den Namen Bienmüller bereits im Jahr 1545. Ein Vormund der Hanauer Landesherrschaft in Gestalt der Söhne Graf Philipps von Hanau-Münzenberg dem Hans Lange genannt Binmoler, Müller zu Weichersbach, und seiner Frau Jela die Hanauische Mühle zu Weichersbach mit Zubehör zum erblichen Gebrauche gegen eine Jahresabgabe von 3 Gulden und 9 Schillinge Frankfurter Währung und die Frondienste für das Schloss Schwarzenfels.
Rund 100 Jahre später heißt der Mühlenbesitzer Johannes Frantze, im Jahr 1815 wird Andreas Krack genannt. Dessen Großvater Barthel Krack berichtete einst, dass die Biemühle Jahre zuvor durch ein Unglück abgebrannt sei.
Die Tochter von Andres Krack heiratete einen Herrn Zollinger, Bruder des Feinmüllers aus der Neumühle am südlichen Ortsende von Weichersbach.
Doch die Konkurrenz der Brüder bekam der Biemühle nicht, 1866 wurde sie verkauft, ihr bisheriger Besitzer wanderte nach Amerika aus, ließ aber Frau und Kinder zurück. Der Mottgerser Philipp Hölzer erwarb die Biemühle für 600 Gulden. Hölzers Tochter Barbara heiratete Friedrich Heil aus Uttrichshausen, der 1882 die Biemühle übernahm. Seitdem befindet sie sich in Familienbesitz.

## Technische Ausstattung
Bis 1934 war die Biemühle eine Getreide- und Ölmühle. 1924 mussten die alten Wasserräder neuer Technik weichen, eine 12-PS-Turbine wurde eingebaut. 
In den 1930er Jahren machten zwei neue Walzenstühle das Mahlwerk zu einer fortschrittlichen Mühle. 1959 kam eine zweite Turbine dazu, die ausschließlich Strom erzeugt. Beide Turbinen leisteten 33 PS.
1982 schaffte „der Biemüller“ Karl Heil ein Getreide-Annahmesilo mit einer Kapazität von 3000 Zentnern, sowie eine Reinigungsanlage, eine automatische Waage, eine Trockenanlage und ein Kraftfutterwerk an. 
Drei Jahre später kam eine Rechenreinigungsanlage für das Wasser im Mühlgraben hinzu.
Erst im Januar 2004 musste eine der Turbinen durch eine Durchströmturbine ersetzt werden.